# Tribulago
Tribulago là một chi phong lan trong họ Orchidaceae.